# Shahd Wadi
Shahd Wadi, (Alejandría, Egipto 3 de febrero de 1983) es una escritora y traductora palestina.

## Trayectoria
Shahd Wadi es hija de madre egipcia y padre palestino. Se crio en Jordania y se trasladó a vivir en Portugal en 2006. Tenía 15 años cuando pisó por primera vez Palestina. 
Estudió en la Universidad de Coímbra, donde cursó un master en estudios feministas con la tesis titulada Feminismos de cuerpos ocupados: las mulheres palestinianas entre duas resistências, en 2010.En la misma universidad realizó el doctorado en la misma materia, con la tesis doctoral Corpos en la trouxa: histórias-artísticas-de-vida de mulheres palestinianas en el exílio, que se publicó como libro en 2017. Fue la primera persona en Portugal en obtener ambos títulos en el campo de los estudios feministas.
En 2012 fue seleccionada para formar parte de la plataforma Best Young Researchers (ERD).
Residente en Lisboa, reparte su tiempo entre la investigación, la traducción, la escritura, las consultorías artísticas y programación cultural.
En su investigación aborda las narrativas y representaciones de los cuerpos de las mujeres en las creaciones culturales y artísticas contemporáneas. También, el silencio y el lugar de resistencia en el contexto de la ocupación israelí de Palestina. Considera el arte un testimonio de vida y también el suyo propio.
Colaboró en una antología de poemas para Rachar co silencio, cuaderno especial del periódico Nós Diario y Sérmos Galicia del 5 de octubre de 2024.
En 2025 publicó su poemario Chuva de Jasmimcomo arma de resistencia para reclamar la vida y la libertad en su tierra. Según ella dice, mientras Palestina esté ocupada, su patria es la frontera entre el aquí y el allá.

## Premios y reconocimientos
- Distinción Escritora Galega Universal de la Asociación de Escritoras y Escritores en Lengua Gallega en 2025, motivada por "el profundo respeto y afecto a su persona y la valoración de la alta calidad de su obra, así como por defender la dignidad nacional de Palestina y los derechos individuales y colectivos de su población desde perspectivas feministas".[10][11]

## Obra
- Corpos en la trouxa: histórias-artísticas-de-vida de mulheres palestinianas en el exílio. Almedina. 264 págs. (2017). ISBN 9789724070841.[12]
- Chuva de Jasmim. Editorial Caminho (2025).[13][4]

### Colectivaː
- Volta Para Tua Terra: Não Há Abril Sem Imigrantes. Urutau. (2024)
- Ask the Night for a Dream: Palestinian Writing from the Diaspora. Palestine Writes.(2024)